# Гадяцький договір
Га́дяцький до́говір (застаріле іменування «Гадяцькі статті» або «Гадяцька унія»; пол. ugoda hadziacka) — угода, укладена 16 вересня 1658 року під містом Гадячем з ініціативи гетьмана Івана Виговського між Річчю Посполитою і Гетьманщиною.
Гадяцька унія передбачала перетворення Речі Посполитої на конфедерацію трьох рівноправних частин — Корони Польської, Великого князівства Литовського та Української держави на чолі з гетьманом. Відповідно до угоди, Україна отримувала статус окремого державного суб'єкта під назвою «Велике князівство Руське», що підкреслювало спадкоємність державності від Київської Русі до Гетьманщини.
Передбачалася також ліквідація Берестейської унії. Основні перетворення залишилися на папері, оскільки Сейм Речі Посполитої ратифікував договір у значно урізаному вигляді, скасувавши його головні положення.

## Причини підписання угоди

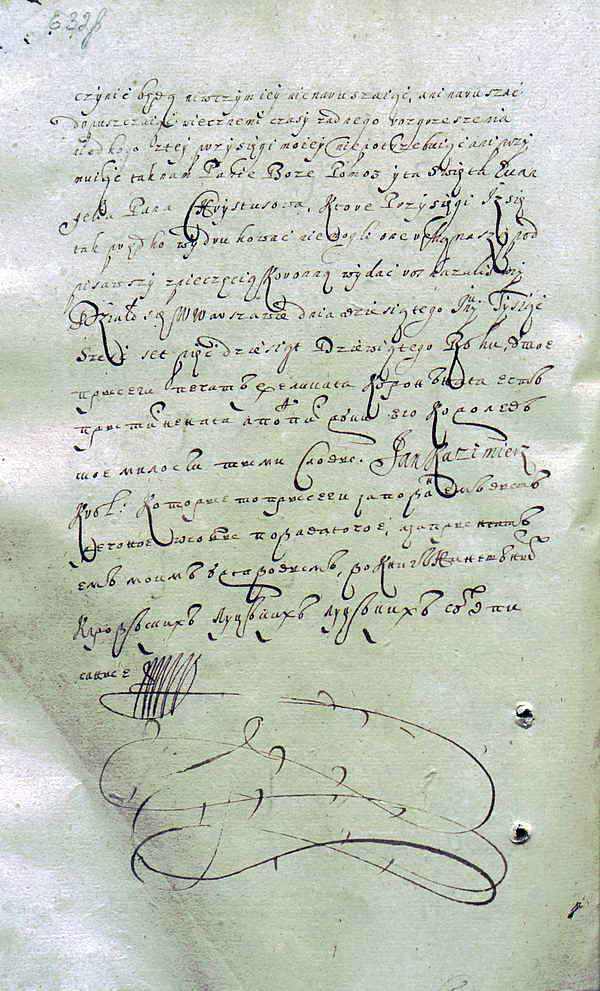
Присяга короля Яна II Казимира на договорі підписана 10 червня 1659

1656 року Московське Царство згорнуло військові дії та підписало перемир'я з Річчю Посполитою, а влітку розпочало війну зі Швецією.
Цей акт Богдан Хмельницький та його оточення оцінили як сепаратний, недотримання попереднього пакту та зраду інтересів України. В грудні 1656 року він приєднався до ліги протестантських держав, які ухвалили план щодо розподілу Речі Посполитої. Спочатку військові дії складалися на користь Гетьманщини — на деякий час була захоплена Варшава. Але влітку ліга, зазнавши значних поразок від поляків і татар, по суті розпалася. Після цього в зовнішній політиці Гетьманщини настала криза.

### Обставини за часів Івана Виговського
В історіографії відсутні факти про незгоду генерального писаря Івана Виговського з політикою гетьмана, зокрема, й у питанні прийняття московського протекторату. Навпаки, до 1658 року Іван Виговський не виявляв антимосковських поглядів і був прибічником Москви. У передвиборчий період Іван Виговський виступав як прибічник московської орієнтації, що дозволяло йому здаватися рядовому козацтву і частині старшини продовжувачем і правонаступником політики Хмельницького. Незадоволені гетьманом і поновленням старих соціальних пропольських порядків наприкінці року повстали. Повстання охопило Запорожжя та південні полки Лівобережжя. Оскільки новий гетьман міг сподіватися на вірність лиш Григорія Гуляницького та знеславленого козацького корпусу, чільників якого — Антіна Ждановича, Івана Богуна, Івана Сербина — він врятував від смерті, яку присудив їм Хмельницький, Виговський звернувся за додатковою допомогою до царя. Московський цар допоміг Виговському приборкати повстанців — видав йому завірчу гетьманську грамоту, зупинив Мартина Пушкаря в поході на Чигирин, а після того, як повсталі все одно вирішили дати гетьману бій, вислав московське військо задля їх знищення, невдовзі видавши Виговському Якова Барабаша та заточивши, на його прохання, вцілілих старшин-пушкарівців в Білгородському острозі.
Задля цієї допомоги Іван Виговський на Переяславській раді (15 лютого 1658 року) став на шлях позірних запобігливо-поспішних поступок — погодився на прибуття воєвод до Чернігова, Переяслава та Ніжина й передачу їм адміністративної влади, а також на включення до складу Московії Бихова і Чаусів. А після березневої старшинської ради та укладання договору з татарами направив до Москви посольство Григорія Лісницького з низкою прохань: вплинути на позицію Мартина Пушкаря; направити «доброго дворянина» на Запорожжя з грамотою, щоб «бунтівників і свавільників приборкати»; надіслати воєвод до «знатних міст»; прислати комісарів із військовими підрозділами для складання козацького реєстру та перепису міщан, млинів і оренд з метою налагодити збирання податків до московської скарбниці. Московський уряд обома руками вхопився за цю ініціативу, і вже в квітні було призначено воєвод до Білої Церкви, Корсуня, Полтави й Миргорода, а також видано наказ боярину Василю Шереметєву, як організувати складення реєстру й перепис міщан і селян з їх повинностями.
Кримське Ханство з 1654 року перебувало в союзі з Річчю Посполитою. Тому було вирішено повернутися до перемовин з Річчю Посполитою. На попередніх переговорах українську сторону представляли Юрій Немирич і Павло Тетеря, а польську Станіслав Казімеж Беневський та Казимир Євлашевський. Від кожного полку в Україні були присутні спеціально визначені представники, які узгоджували пункти договору, кожний з яких підписували.

## Угода

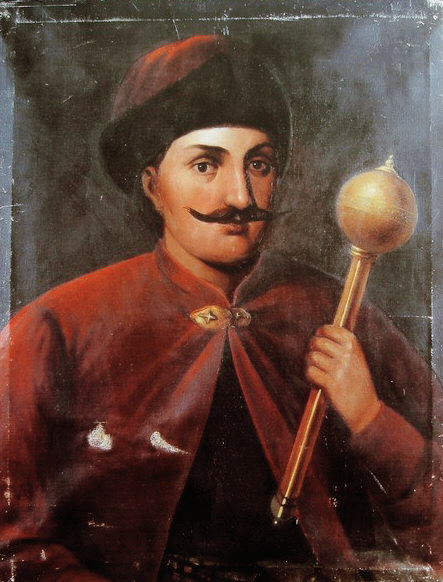
Іван Виговський. Портрет невідомого художника XVII століття.

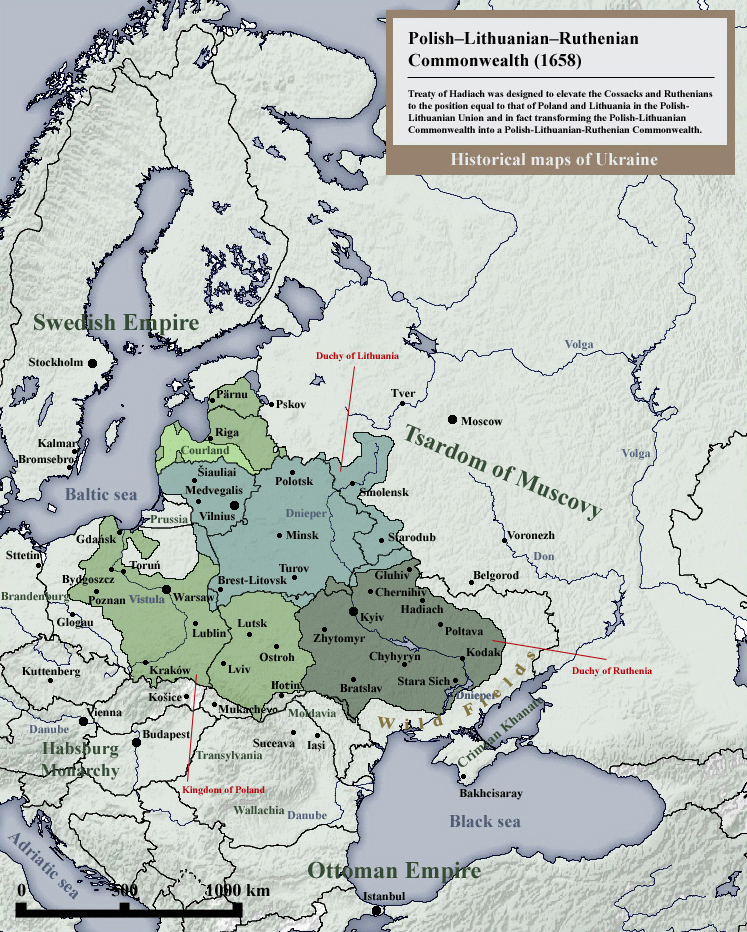
«Річ Посполита Трьох Народів», 1658.

В основу концепції примирення України та Речі Посполитої було покладено реалізований на Люблінському сеймі 1569 року принцип федеративного устрою Речі Посполитої.
Згідно із запропонованими Іваном Виговським умовами, Україна як незалежна держава під назвою Велике Князівство Руське мала увійти на рівних правах з Польщею і Литвою до складу федерації. Територію Великого Князівства Руського складали Київське, Брацлавське і Чернігівське воєводства. Вища законодавча влада належала національним зборам депутатів, які обиралися від усіх земель князівства. Виконавчу владу здійснював гетьман, який обирався довічно й затверджувався королем. Вибір кандидатів на гетьмана мали здійснювати спільно всі стани українського суспільства — козацтво, шляхта і духовенство. Гетьман очолював збройні сили України. У Великому Князівстві Руському встановлювалися державні посади канцлера, маршалка, підскарбія і вищий судовий трибунал.
Все діловодство мало вестися українською мовою. У Києві або в іншому місті передбачалося створити монетний двір для карбування власної монети.
Українська армія мала складатися з 30 тисяч козаків і 10 тисяч найманого гетьманом війська. Військам Речі Посполитої заборонялося перебувати на території князівства. У випадку воєнних дій в Україні війська Речі Посполитої, які перебували на її території, переходили під командування гетьмана. Гарантувалися права та привілеї козацтва. На подання гетьмана щороку сто козаків з кожного полку мали прийматися до шляхетського стану.
Православні віряни зрівнювались у правах з католиками. Греко-католицька церква зберігалася, але не могла поширюватись на нові території. У спільному сенаті Речі Посполитої мали надати право засідати православному митрополитові київському і п'ятьом православним єпископам.
Угода передбачала закріплення за Києво-Могилянським колегіумом академічного статусу і зрівняння його у правах з Краківським університетом. На території князівства передбачалося заснування ще однієї православної академії та середніх навчальних закладів — колегіумів, а також фундування в необхідній кількості початкових шкіл та друкарень.
Остаточний варіант Гадяцької унії, ратифікований сеймом Речі Посполитої, був для козацької держави не таким привабливим, як початковий текст угоди. Зокрема він передбачав:
1. Право 5-ти православних єпископів брати участь у засіданнях Сенату. Пункт про скасування Берестейської унії з угоди було вилучено. Зберігся пункт про обмеження на будівництво греко-католицьких церков. Також сейм відкинув вимогу козаків про повернення маєтків та чинів, відібраних у православних греко-католиками.
2. Угода не дозволяла гетьману приймати іноземні посольства.
3. Сеймова редакція договору передбачала повернення приватним власникам володінь, втрачених в часи Хмельниччини.
4. Козацький реєстр мав складатися з 30 тисяч осіб. Козаки звільнялися від сплати податків.
5. Право вибору гетьмана надавалось королю з чотирьох кандидатів, які представляли чини Київського, Брацлавського і Чернігівського воєводств.
6. Іван Виговський отримував у пожалування Любомль та посаду воєводи київського.

Термін «князівство Руське» в остаточному тексті угоди не згадувався. Так само відкинуті пункти про карбування власної монети та створення власного сейму.
Такий «куций» варіант Гадяцької угоди викликав вкрай негативну реакцію в середовищі козацької еліти і був однією з причин втрати влади гетьманом Виговським.
З точки зору козацької політики, умови договору в редакції сейму Речі Посполитої були кроком назад порівняно з умовами, що їх чотири роки тому запропонувала козакам Москва. Замість фактично незалежної держави під протекцією іноземного правителя, козацька держава, названа тепер Руським князівством, ставала складовою Речі Посполитої, інтегрованою в її адміністративно-територіальну систему. Її територія ділилася на три воєводства. Гетьман не мав права на дипломатичні зносини з іноземними правителями. Козацьке військо скорочувалося від шістдесяти до тридцяти тисяч. Козаки втрачали право обирати гетьмана, яке тепер переходило до старшини. Більш того, надання шляхетства обмеженому колу козацької старшини позбавляло рядове козацтво власної еліти. Такі умови відчутно поступалися запропонованим і значною мірою реалізованим умовам Переяславського договору 1654.

## Наслідки
Навіть скорочена форма договору не влаштовувала керівні кола Речі Посполитої, які не могли змиритися з тим, що православні козаки матимуть однакові права з католицькою шляхтою, і сприйняли угоду з підозрою, зрештою відхиливши її. Угода не була прийнята й українським суспільством за багатьма причинами. Найважливіші з них — залишення у складі Польщі Руського, Волинського, Белзького і Подільського воєводств, повернення прав на маєтності шляхті, яка була змушена покинути свої володіння у попередні роки, а також висока імовірність війни з православним Московським Царством. Рядове козацтво й селяни не сприймали новий договір, оскільки внаслідок розширення прав еліти Руського князівства знов підпадали під юрисдикцію і контроль заможних землевласників.
Московське царство не сприйняло цю угоду і почало війну з Україною. Незважаючи на перемогу під Конотопом, війна склалася для Виговського невдало. Запорізька Січ напала на татар і тому змусила їх повернутися назад у Крим. Промосковсько налаштовані кола старшини та козацтва саботували війну, бо на їхню думку Виговський «продав Україну полякам». Не бачачи іншого виходу з ситуації, гетьман Виговський у жовтні 1659 склав повноваження та виїхав до Речі Посполитої.
Для поляків війна складалася значно успішніше і 1660 вони завдали суттєвих поразок Московському царству та звільнили Вільно.
В підсумку Московія і Річ Посполита уклали Андрусівське перемир'я 1667, а згодом Угоду про Вічний мир 1686. Лівобережна Україна перейшла під контроль Москви. Козацтво отримало менше привілеїв, ніж передбачав Гадяцький договір, і на кінець XVIII століття практично втратило політичний вплив.
Постанова Сейму від 1676 року, підтверджена в 1699 році, забороняла Ставропігійним братствам підтримувати стосунки з Константинопольським патріархатом, але де-факто ця постанова не виконувалась.

## Оцінки в історіографії
Оцінки та виклад подій довкола та самої угоди різняться. За влучним висловом В. М. Горобця:

| Гадяцька угода І. Виговського з Польщею, так само як і Переяславська угода Б. Хмельницького з Московським царством, перетворилася на певний «культовий» сюжет, висвітлення якого було своєрідним «лакмусовим папірцем», що засвідчував відповідну політичну та ідеологічну платформу автора. Внаслідок цього, об'єктивно склалося так, що політична кон'юнктура детермінувала вивчення проблеми. За таких умов, навіть академічні праці професійних істориків не позбавлені певної політичної заангажованості, не говорячи вже про огульну критику «зрадницької» політики українського гетьмана з боку радянської історіографії, чи не менш категоричне звеличення Гадяча ж визначного «акту політичної зрілості» — в українській та польській діаспорній літературі. Варто зазначити, що до певної міри боротьба цих двох тенденцій знаходить свій розвиток і в сучасній історичній літературі[7]. |
| Польська сторона очевидно не була готова аби допустити Русь, до того ж козацьку Русь, до статусу партнера та соправителя Речі Посполитої, нехай навіть на правах «молодшого» литовського брата. Також на шляху до успіху Гадяча стояли впливові українські сили, насамперед рядове козацтво, що поповнювалося селянами, не бажавшими повернення польських панів та перетворення на панів власних старшин, рівно як і радикалізоване в умовах затяжної боротьби і козацької революції православне духовенство... Очевидний, хоча й суперечливий успіх Переяслава - більш ніж сторічне існування Гетьманщини в межах РІ - та неможливість досягнення автономії у складі Речі Посполитої явно вказують на правильний вибір промосковськи орієнтованої старшини щодо відмови від польської альтернативи. Сергій Плохій[8] |